# Třída Illustrious
Třída Illustrious byla třída letadlových lodí britského královského námořnictva z éry druhé světové války. Celkem byly postaveny tři jednotky této třídy, které byly ve službě v letech 1940–1968. Intenzivně byly nasazeny ve druhé světové válce, přičemž přečkaly vážná poškození. Nejdelší službu měla letadlová loď Victorious, která byla několikrát nákladně modernizována. Podle modifikovaného projektu třídy Illustrious byly postaveny ještě tří další letadlové lodě – HMS Indomitable a dvě jednotky třídy Implacable. Skupiny Indomitable a Implacable jsou považovány za podtřídy třídy Illustrious.

## Stavba
Ve 30. letech se britské námořnictvo rozhodlo postavit letadlové lodě, které by měly oproti svým předchůdcům výrazně větší odolnost (měly nejen přežít nepřátelský útok, ale i dokázat pokračovat v boji), přičemž zároveň měly být dodrženy limity dané Washingtonskou konferencí. Vzniklá plavidla třídy Illustrious měla pancéřování letové paluby a hangáru, vytvářející pancéřovanou schránku tvořící integrální součást konstrukce plavidla. Zachování dostatečné stability si však vynutilo použití pouze jednopatrového hangáru a omezení počtu nesených letounů na 33 kusů.
Celkem byly postaveny tři jednotky této třídy. Na jejich stavbě se podílely britské loděnice Vickers-Armstrong v Barrow-in-Furness a Newcastle upon Tyne a loděnice Harland & Wolff v Belfastu. Do služby byly přijaty v letech 1940–1941.
Jednotky třídy Illustrious:
| Jméno                            | Loděnice                  | Založení kýlu | Spuštěna       | Vstup do služby    | Poznámka       |
| -------------------------------- | ------------------------- | ------------- | -------------- | ------------------ | -------------- |
| HMS Illustrious (R87, ex 87, R2) | Vickers-Armstrong, Barrow | 1937          | 5. dubna 1939  | 25. května 1940    | Vyřazena 1956. |
| HMS Formidable (R67, ex 67, R1)  | Harland & Wolff           | 1937          | 17. srpna 1939 | 25. listopadu 1940 | Vyřazena 1953. |
| HMS Victorious (R38, ex 38, R23) | Vickers-Armstrong, Tyne   | 1937          | 14. září 1939  | 15. května 1941    | Vyřazena 1968. |

## Konstrukce

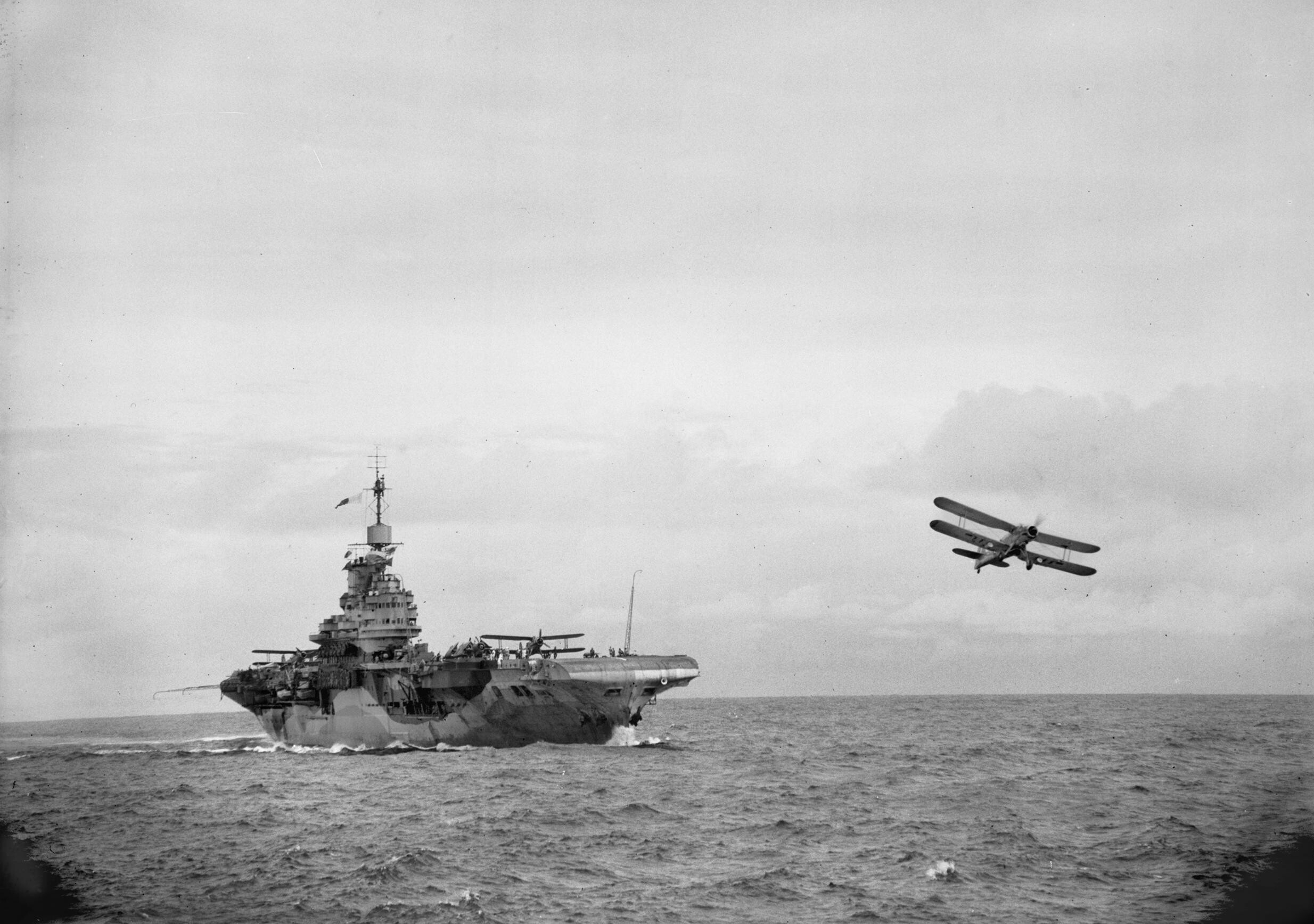
Formidable

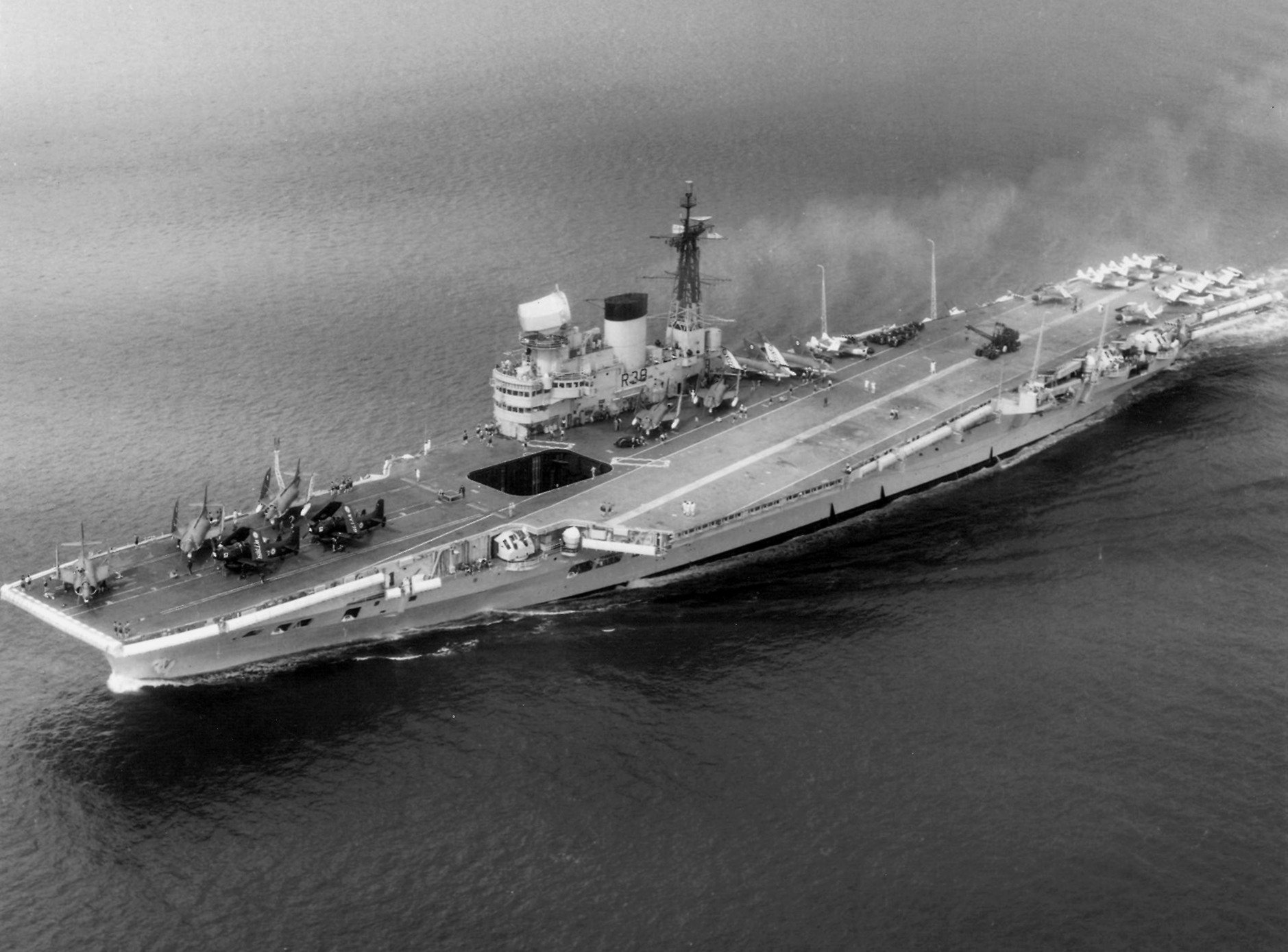
Modernizovaná Victorious vybavena úhlovou palubou

Plavidla měla kvalitní pancéřování. Letová paluba byla mezi výtahy chráněna 76mm pancířem, prostor u výtahů kryl pancíř slabší. Celkem tak bylo chráněno 62% její plochy. Boky hangáru kryl 114mm pancíř, který v místech pohonu klesal až na boky trupu. Plavidlo mělo odolat zásahu 227kg (500 lb) pumou, nebo střelbě ze 152mm kanónů. Pancéřování tvořilo celkem 5000 tun z celkových 23 000 tun výtlaku plavidla. Z toho samotná letová paluba vážila 1500 tun.
Kapacita činila až 33 letounů. Uloženy byly v jednopatrovém hangáru, který s letovou palubou spojovaly dva výtahy. Letouny startovaly pomocí katapultu. Složení leteckého křídla se během služby měnilo. Zároveň byla plavidla během války upravena, aby mohla provozovat více letounů. Například letadlová loď Illustrious tak roku 1944 nesla celkem 63 letounů (36 Corsair a 27 Avenger). Výzbroj tvořilo po dokončení šestnáct dvouúčelových 114mm kanónů BD Mk.II ve dvoudělových věžích a šest osmihlavňových „pom-pomů“ Mk.VIA se 40mm kanóny (celkem 48 hlavní). Plavidla byla vybavvena radarem typu 79.
Pohonný systém tvořilo šest kotlů Admiralty a tři parní turbíny Parsons o výkonu 111 000 hp, pohánějící tři lodní šrouby. Nejvyšší rychlost dosahovala 30,5 uzlu. Dosah byl 9250 námořních mil při rychlosti 14 uzlů.